# Attaque du 24 février 2020 à Toronto
L'attaque du 24 février 2020 à Toronto est une attaque terroriste survenue le 24 février 2020 dans un salon de massage de Toronto, au Canada. L'attaque fait 1 mort et 2 blessés.

## Contexte
Toronto a déjà été touchée en 2018 par une tuerie de masse commise par un incel au nom de ce courant, l'Attaque à la voiture-bélier du 23 avril 2018 à Toronto, qui avait fait 10 morts. L'assaillant a été arrêtée et n'avait toujours pas été jugé en février 2020.

## Déroulement
Un jeune homme de 17 ans attaque à la machette 3 personnes dans le salon de massage, tuant une femme de 24 ans, Ashley Noell Arzaga, et blessant un homme et une femme qui ont été transportés à l'hôpital.

## Enquête
Un jeune homme de 17 ans a été arrêté et accusé de meurtre au premier degré et de tentative de meurtre. Il ne peut être nommé en vertu de la loi sur le système de justice pénale pour les adolescents.
En mai 2020, le suspect est accusé de meurtre en lien avec une activité terroriste et tentative de meurtre en lien avec une activité terroriste. Dans une déclaration conjointe, la gendarmerie royale du Canada et le service de police de Toronto ont annoncé que les enquêtes avaient déterminé que l'attaque a été "inspirée du mouvement extrémiste violent à motivation idéologique communément appelé Incel." Ils ont également dit qu'"en conséquence, les procureurs généraux fédéral et provinciaux ont consenti à engager des poursuites pour terrorisme, alléguant que le meurtre était en lien avec une activité terroriste et que la tentative de meurtre était en lien avec une activité terroriste."

## Justice

### Procès
Le 19 mai 2020, l'accusé comparaît une première fois devant un tribunal (par vidéo-conférence à cause de la pandémie de covid-19) pour répondre des chefs d'accusation de meurtre au premier degré et tentatives de meurtres. Cependant, sur conseil de la Gendarmerie royale et de la police de Toronto, le tribunal requalifie les chefs d'accusation en activités terroristes.

### Conséquences judiciaires
Avec la requalification des chefs d'accusation, c'est la première fois qu'un incel est accusé de terrorisme au Canada pour une action commise au nom de ce courant et de son idéologie misogyne.